# Джеб (комплекс наземної розвідки)
«Джеб» (англ. Jab) — український комплекс наземної розвідки і радіоелектронної боротьби, який розробила компанія «Укрспецтехніка».

## Історія
«Джеб» представили на 23-й Міжнародній виставці озброєнь MSPO у місті Кельці в Польщі.

## Характеристики
Комплекс призначений для виявлення, класифікації та ідентифікації наземних рухомих цілей, проведення радіомоніторингу, радіоперехоплення, цілевказування, а також виконання завдань з охорони територій та ведення розвідки.
«Джеб» оснащений радіолокатором розвідки наземних і малошвидкісних низьколітаючих цілей міліметрового діапазону LC111 «Лис», телевізійною системою спостереження денного і нічного бачення, тепловізором, лазерним далекоміром, системою радіотехнічного моніторингу і навігаційною системою орієнтації комплексу на місцевості й визначення координат цілей.
Бойові можливості комплексу:
1. Автоматичне виявлення і розпізнавання наземних і малошвидкісних низьколітаючих цілей на відстані до 12 км за допомогою РЛС міліметрового діапазону.
2. Виявлення і розпізнавання цілей на відстані до 5-8 км в оптичному діапазоні довжин хвиль за допомогою телевізійної та тепловізійної систем в денних і нічних умовах, а так само в умовах обмеженої видимості.
3. Детальна дорозвідка цілей у видимому та інфрачервоному діапазонах довжин хвиль.
4. Визначення відстані до розвідувальних цілей з точністю до 5 м за допомогою лазерного далекоміра.
5. Визначення власних координат комплексу та цілей і прив’язка їх до місцевості.
6. Розвідка цілей в умовах активної протидії з боку супротивника засобами РЕБ.
7. Відображення розвідувальної інформації про цілі (кількість цілей, склад цілей, дальність, пеленг, детальна відеоінформація про цілі, координати комплексу) на дисплеї ЕОМ, що працює в мультиекранному режимі, і екрані РКІ монітора.
8. Сканування і реєстрація радіосигналів систем зв’язку і телекомунікації у виділених ділянках радіодіапазону.
9. Зняття характеристик зареєстрованих сигналів (несуча частота, ширина смуги, потужність, вид модуляції, параметри зондувальних імпульсів та ін.)
10. Відображення та індикація характеристик аналізованого діапазону / джерела.
11. Ведення бази даних зареєстрованих джерел.
12. Класифікація та ідентифікація виявлених джерел і прив’язка їх до можливих технічних засобів.
13. Визначення напрямку випромінювання виявлених джерел (за наявності відповідних антенних систем).
14. Перехоплення та реєстрації сигналів стільникового, пейджерного і транкового зв’язку стандартів AMPS / DAMPS (протоколи IS-54B, IS-136 і IS-641), NAMPS, TACS, NMT-450 (900), GSM-900, DCS-1800, MPT- 1327, EDACS, FLEX, RDS, POCSAG.
15. Передача розвідувальної інформації (текстової та відео) по радіоканалу на командні пункти.

## Оператори
- Україна:
  - Державна прикордонна служба у січні 2016 року замовила 62 бронеавтомобілі «Тритон», споряджених комплексами «Джеб».[2] 4 автомобілі були закуплені у листопаді 2016 року.[3]

## Галерея

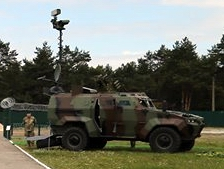
«Джеб» на БМ «Тритон»
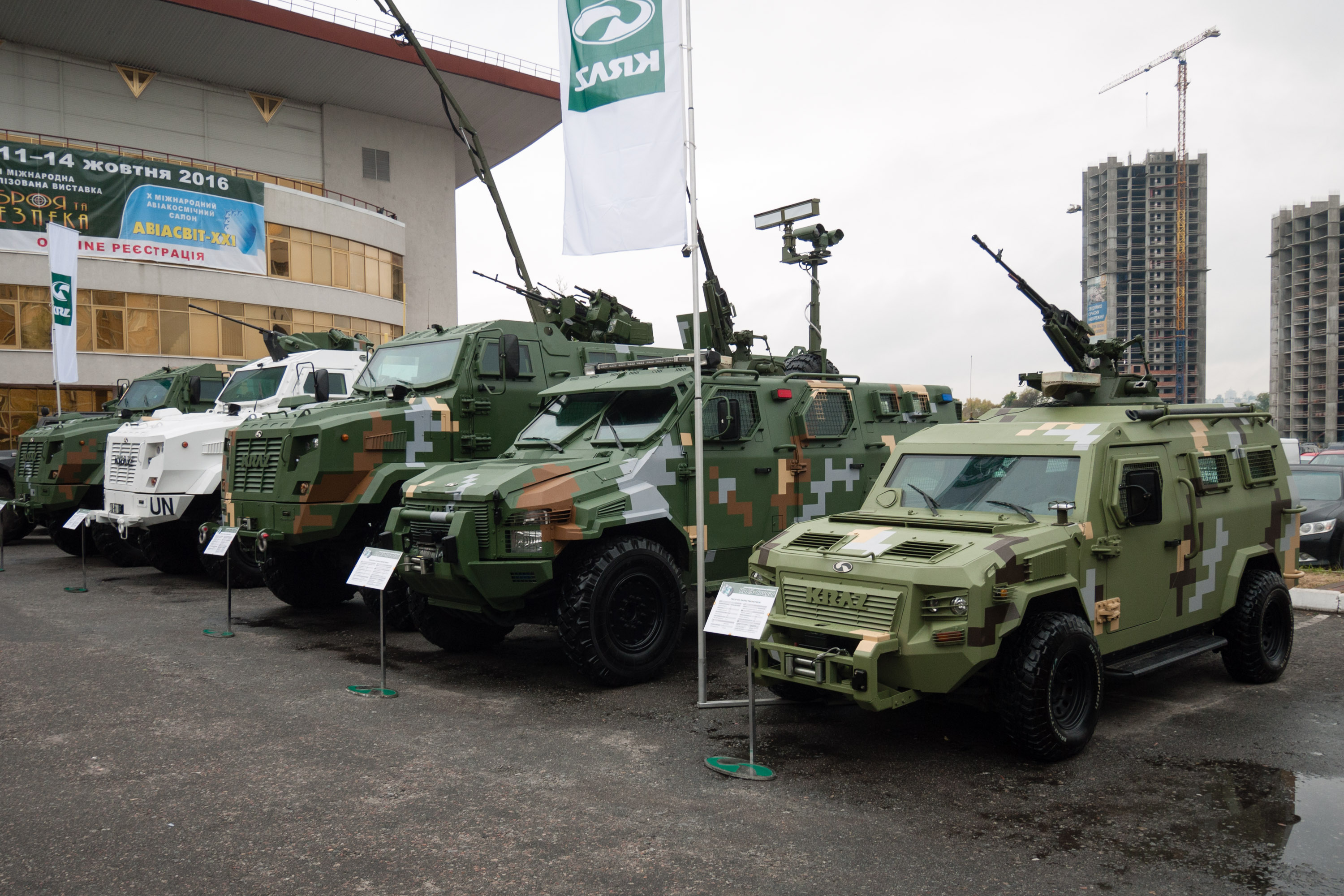
«Джеб» на KRAZ SHREK ONE
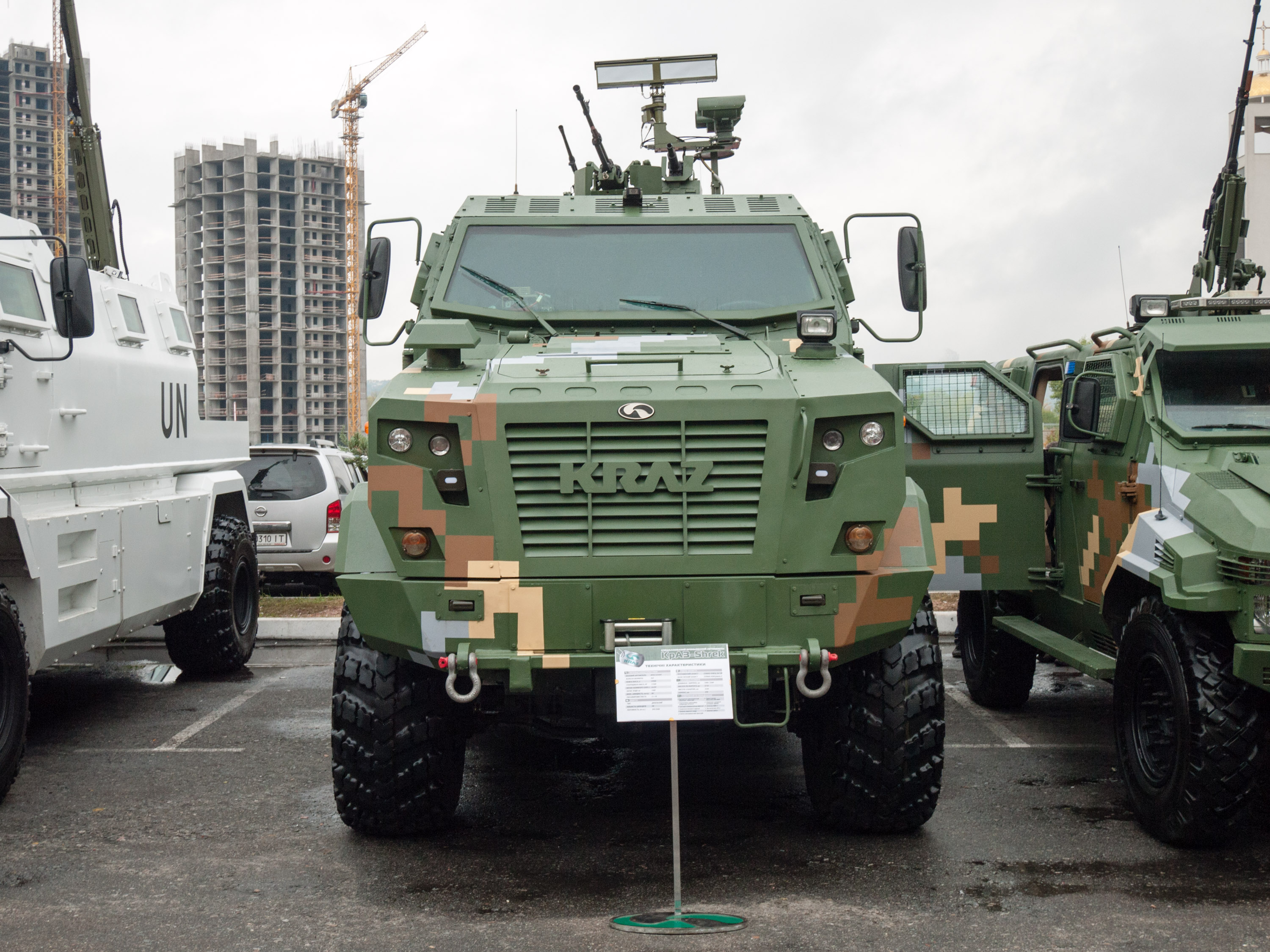
«Джеб» на KRAZ SHREK ONE
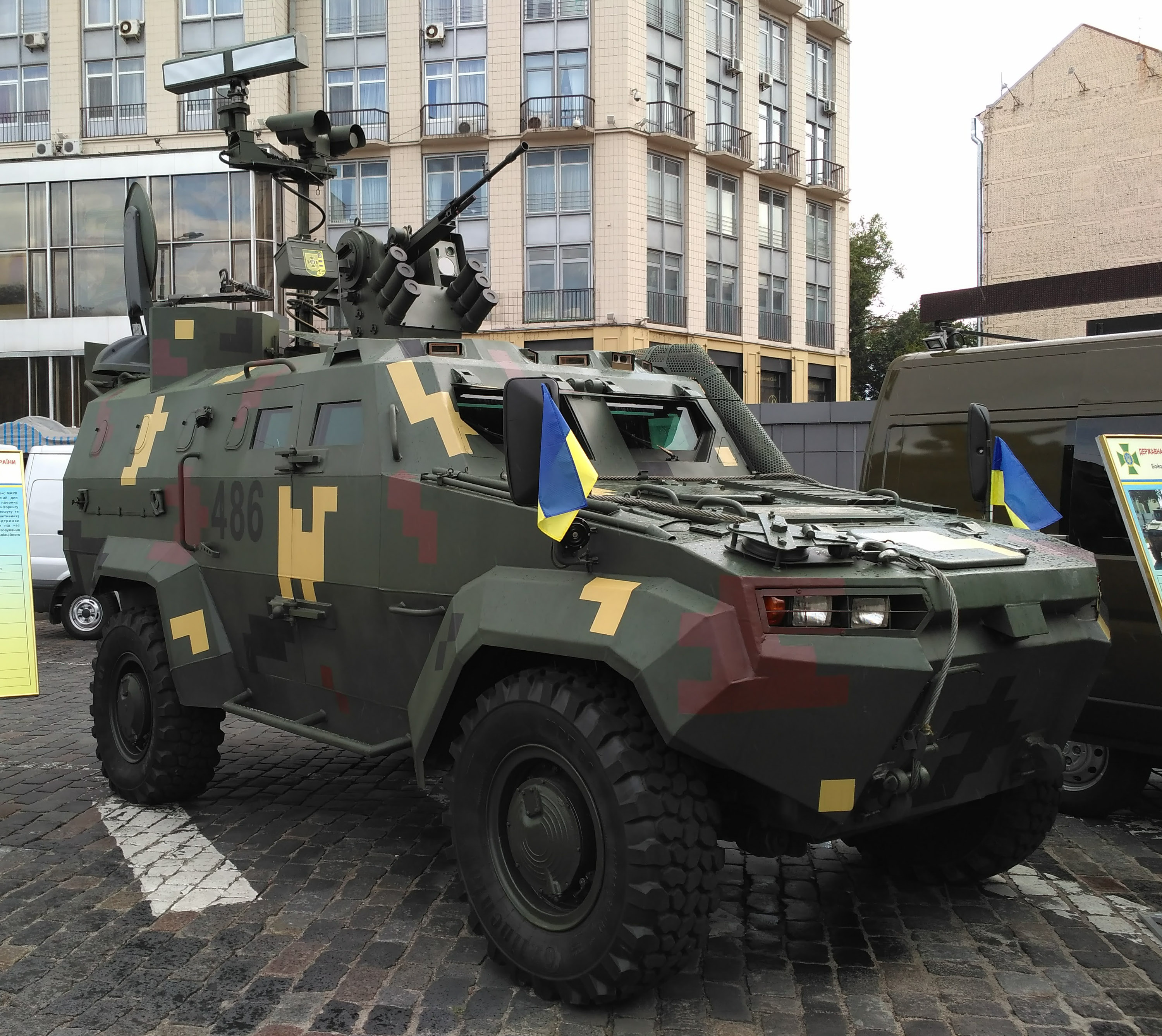
«Джеб» на БМ «Тритон»

## Матеріали
- Як працює український комплекс наземної розвідки РЕБ «Джеб» // Народна армія, 13 жовтня 2015 р.